# Giovanni V di Gerusalemme
Giovanni V (VII secolo – 735) è stato il patriarca di Gerusalemme tra il 706 e il 735. Il suo patriarcato occorse durante le lotte iconoclaste sotto l'imperatore bizantino Leone III Isaurico e il tempo della persecuzione in Palestina e Siria sotto i governanti musulmani.

## Biografia
Giovanni, che era un monaco, successe ad Anastasio II come patriarca di Gerusalemme nel 706. Era amico di Giovanni di Damasco  e lo ordinò al sacerdozio poco dopo l'ingresso di Giovanni Damasceno nel monastero per diventare monaco. Giovanni di Gerusalemme supportò il Damasceno nei suoi sforzi contro l'imperatore Leone e gli iconoclasti, tra cui la scrittura di numerosi trattati contro l'iconoclastia.
Durante il suo patriarcato, Giovanni dovette confrontarsi con il governante musulmano della Palestina, il califfo Omar II.  Salito al potere nel 717, Omar iniziò un regime di persecuzioni contro i cristiani  che cambiò anche i connotati della Palestina da cristiani a musulmani. Oltre a vietare ai cristiani di produrre vino e costringerli a convertirsi all'Islam, molti cristiani subirono il martirio.

### Giovanni VI?
Secondo Eutichio sarebbe rimasto sul trono patriarcale per quarant'anni. Secondo alcune fonti gli sarebbe succeduto un Giovanni VI (r. 735-760), altri studiosi ritengono che Giovanni V e Giovanni VI fossero la stessa persona.